# Льонок вузьколистий
Льонок вузьколистий (Linaria angustissima) — вид трав'янистих рослин родини подорожникових (Plantaginaceae), поширений у південній частині Європи від Іспанії до України.

## Опис
Багаторічна, гола рослина. Стебла прямовисні, 15–45(90) см заввишки, розгалужені вгорі. Листки родючих стебел 15–55 × 1–8 мм, від лінійних до приблизно еліптичних, гострі, чергуються; листки стерильних стебел 9–30 × 0.8–3 мм, від лінійних до лінійно-ланцетних. Суцвіття 4–25 см, з 9–51 квітками. Віночок 15–23 мм, лимонно-жовтий із жовтогарячим піднебінням. Коробочка 4–6 мм, субкуляста, завдовжки з чашечку. Насіння сферичне, зворотнояйцювате, з широкими крилами, 2–2.4 × 1.5–1.9 мм; поверхня прищаста, злегка блискуча чи тьмяна, чорна, крила блідіші. 2n=12.

## Поширення
Поширений у південній частині Європи від Іспанії до України.
Населяє карстово-скелясті й кам'янисті степи, узбіччя доріг.
В Україні вид росте біля доріг — у Закарпатській обл. (Мукачево); адвентивне.